# Charles Kingsley Meek

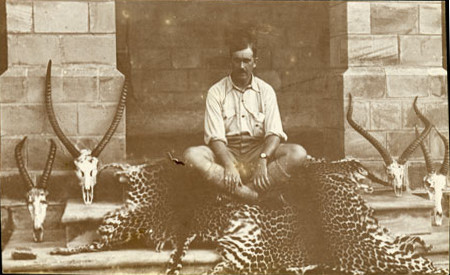
Charles Kingsley Meek

Charles Kingsley Meek (* 24. Juni 1885 in Larne; † 27. März 1965 in Eastbourne) war ein britischer Anthropologe, der insbesondere die Stämme des Norden von Nigeria erforschte. 
Meek war Late Exhibitioner am Brasenose College sowie District Officer und Anthropologe der Regierungsverwaltung von Nigeria. Ein Klassiker der afrikanischen Anthropologie ist sein Bericht über die Stämme des nördlichen Nigerien. Eine bedeutende ethnographische Studie ist sein Werk über das sudanesische Königreich der Jukun in Nigeria.

## Werke
- The Northern Tribes of Nigeria. An Ethnographical Account of the Northern Provinces of Nigeria together with a Report on the 1921 Decennial Census. [With a Preface by Sir Hugh Clifford] Oxford University Press, 1925. 2 vols.
- Tribal Studies in Northern Nigeria. London : Kegan Paul, Trench, Trubner, 1931 
  - Band 1: The Bachama and Mbula. The Bata-speaking peoples of the Adamawa Emirate. The Bura and Pabir tribes. The Kilba and Margi of Adamawa. Some mandated Tribes. The Chamba. The Verre. The Mumuye and neigbouring tribes. The Mambila (Mandates Territory).
  - Band 2: The Katab and their neighbours. Some tribes of Zaria Province. Some tribes of Bornu Province. Some tribes of Adamawa Province. The Yugur-speaking peoples. Divine kings. Some tribes of the Cameroons. (The Ketab, Piti, Chawai, Kurama, Kare-Kare, Ngizim, Gamawa, Bolewa, Kanakuru, Longuda, Gabin, Hona, Mbum, Jibu, Jen, Kam, Tigong, Ndoro, Kentu etc.)
- A Sudanese Kingdom: An ethnographical study of the Jukun-speaking peoples of Nigeria. London : Kegan Paul, Trench, Trubner, 1931 Digitalisat
- Europe and West Africa. Some Problems And Adjustments. Oxford University Press, 1940
- Land Law and Custom in the Colonies. With an introduction by Lord Hailey. Oxford University Press, London, 1946. (Colonial & Imperial History)
- Land tenure and land administration in Nigeria and the Cameroons (Colonial research studies; no. 22) H.M.S.O, 1957
- Law and Authority in a Nigerian Tribe: A Study in Indirect Rule. New York Barnes & Noble Imports 1970